# Pelosoma mesosternalum
Pelosoma mesosternalum är en skalbaggsart som beskrevs av Hinton och Ancona 1934. Pelosoma mesosternalum ingår i släktet Pelosoma och familjen palpbaggar. Inga underarter finns listade i Catalogue of Life.